# Председник Бразила
Председник Бразила (порт. Presidente do Brasil), званично Председник Савезне Републике Бразил (порт. Presidente da República Federativa do Brasil), обавља функције шефа државе и шефа владе Бразила. Председник обавља извршну власт савезне владе и такође је врховни командант Оружаних снага Бразила. Функција председника је успостављена 1889. након државног удара против Педра II од Бразила.
Тренутни председник је Луиз Инасио Лула да Силва који обавља функцију од 1. јануара 2023. године.

## Председници Шесте Републике (1985—данас)
| #      | Председник                | Председник | Од                 | До                 | Странка                              | Потпредседник   |
| ------ | ------------------------- | ---------- | ------------------ | ------------------ | ------------------------------------ | --------------- |
| 31(1)  | Жозе Сарнеј               |            | 15. март 1985.     | 14. март 1990.     | Бразилски демократски покрет         | нема            |
| 32 (2) | Фернандо Колор Де Мело    |            | 14. март 1990.     | 29. децембар 1992. | Акт                                  | Итамар Франко   |
| 33 (3) | Итамар Франко             |            | 29. децембар 1992. | 31. децембар 1994. | Акт                                  | нема            |
| 34 (4) | Фернандо Енрике Кардозо   |            | 1. јануар 1995.    | 31. децембар 2002. | Бразилска социјалдемократска партија | Марко Мацијел   |
| 35 (5) | Луиз Инасио Лула да Силва |            | 1. јануар 2003.    | 31. децембар 2010. | Радничка партија                     | Хосе Аленцар    |
| 36(6)  | Дилма Русеф               |            | 1. јануар 2011.    | 31. август 2016.   | Радничка партија                     | Мишел Темер     |
| 37(7)  | Мишел Темер               |            | 31. август 2016.   | 31. децембар 2018. | Бразилски демократски покрет         | нема            |
| 38(8)  | Жаир Болсонаро            |            | 1. јануар 2019.    | 31. децембар 2022. | Либерална партија                    | Хамилтон Моурао |
| 39(9)  | Луиз Инасио Лула да Силва |            | 1. јануар 2023.    | Тренутни           | Радничка партија                     | Гералдо Алкмин  |